# War Crimes Program
Das War Crimes Program, auch War Crimes Trial Program genannt, war ein US-amerikanisches Programm zur strafrechtlichen Ahndung deutscher Kriegsverbrechen, die während des Zweiten Weltkrieges  begangen wurden. Die Zielsetzung dieses Programms war die Schaffung von Rechtsnormen und -grundsätzen sowie eines Justiz- und Verfolgungsapparates zur Durchführung von Kriegsverbrecherprozessen. Erste vorbereitende Maßnahmen wurden bereits im Frühsommer 1944 getroffen, mit der Entlassung der letzten Kriegsverbrecher aus dem Kriegsverbrechergefängnis Landsberg am 4. Juni 1958 war das Programm endgültig abgeschlossen. Der Kernzeitraum des War Crimes Program lag zwischen dem Mai 1945 und seinem vorläufigen Abschluss im Juni 1948.

## Vor Kriegsende
Aufgrund befürchteter Vergeltungsmaßnahmen wurde seitens der Combined Chiefs of Staff die Durchführung von Kriegsverbrecherprozessen, bis auf wenige Ausnahmefälle, für die Nachkriegszeit festgelegt. Bei dem Supreme Headquarters Allied Expeditionary Force (SHAEF) wurde schließlich im August 1944 ein Court of Inquiry zur Verfolgung von Kriegsverbrechen eingerichtet. Dieses alliierte Untersuchungsgericht nahm Ermittlungen bezüglich Kriegsverbrechen nur auf Anweisung der SHAEF auf. SHAEF kooperierte mit der United Nations War Crimes Commission (UNWCC), die Listen mit zur Fahndung ausgeschriebenen Kriegsverbrechern von SHAEF annahm und auch dorthin weiterleitete. Die UNWCC diente als internationale Clearingstelle für die Registrierung von Verbrechen und Tätern und das Sammeln von Beweismaterial. Bereits im Juli 1944 wurde durch das amerikanische Kriegsministerium eine Abteilung zur Verfolgung von Kriegsverbrechen eingerichtet, die sogenannte War Crimes Branch. Zur Ermittlung und Beweismittelsicherung bezüglich der Kriegsverbrechen sollten ab Ende Februar 1945 bei der US-Army 19 War Crimes Investigation Teams gebildet werden, von denen bis Kriegsende jedoch nur sieben ihre Tätigkeit aufnahmen. Zudem umfasste ihr Aufgabenbereich auch die Zeugenvernehmung und das Aufspüren von verdächtigen Kriegsverbrechern.

## Nach Kriegsende
Ab Mai 1945 wurde das Central Registry of War Crimes and Security Suspects geführt und das War Crimes Evidence and Investigation Center zur Bündelung der Ermittlungsergebnisse in Wiesbaden eingerichtet. Als Kriegsverbrecher verdächtigte Personen wurden in den Internierungslagern der US-Army in Dachau und bis März 1947 auch in Ludwigsburg interniert. Nachdem das Office of Military Government for Germany (U.S.) (OMGUS) in der amerikanischen Besatzungszone im September 1945 die Verwaltung übernommen hatte, wurde auch dort, als Unterabteilung der Rechtsabteilung, eine War Crimes Branch geschaffen. Während die War Crimes Branch der OMGUS für die Nürnberger Prozesse auf Basis des Kontrollratsgesetz Nr. 10 zuständig waren, erhielten die War Crimes Branch (später War Crimes Group) der US-Army die Zuständigkeit für die Durchführung der Dachauer Prozesse vor amerikanischen Militärgerichten (Military Government Courts), für die zunächst eigene Verfahrens- und Rechtsvorschriften galten. Da zeitweise bis zu acht verschiedene amerikanische Abteilungen und Organisationen in die Verfolgung von Kriegsverbrechen involviert waren, sollte das Aufspüren und Festnehmen von Kriegsverbrechern allein dem Counter Intelligence Corps übertragen werden und die Ermittlungsarbeit beim War Crimes Evidence and Investigation Center angesiedelt werden. Bis zum vorläufigen Ende des War Crimes Program im Juni 1948 wurde der Mitarbeiterbestand auf bis zu 1.200 Personen aufgestockt. Die War Crimes Group wurde ab Juli 1946 zu einer eigenständigen Einheit, die schließlich als zentrale Stelle alle Kompetenzen bezüglich der amerikanischen Verfolgung von Kriegsverbrechen auf sich vereinigte.

## Bilanz
Neben den 177 Angeklagten der Nürnberger Nachfolgeprozesse mussten sich 1922 Angeklagte in den Dachauer Prozessen vor amerikanischer Gerichtsbarkeit verantworten. Zudem fanden weitere Kriegsverbrecherprozesse innerhalb und einige wenige außerhalb der amerikanischen Besatzungszone vor US-Militärgerichten statt. Zudem kam es allein bis Februar 1946 in knapp 2.000 Fällen zu Vorermittlungen, ohne dass jedoch Verfahren eingeleitet wurden. Die Gründe hierfür lagen in der Geringfügigkeit der Vergehen, Beweismangel, Tod der Beschuldigten und sachlich nicht begründeten Anklagen.
Bei den Kriegsverbrecherprozessen unter amerikanischer Gerichtsbarkeit, ebenso wie bei den anderen Kriegsverbrecherprozessen der Alliierten, standen zunächst die rechtsstaatliche Ahndung und Sühne der NS-Verbrechen im Vordergrund. Zudem sollte auch die Bevölkerung über die NS-Verbrechen aufgeklärt und der verbrecherische Charakter der Gewalttaten verdeutlicht werden. Weiterhin sollten diese Prozesse einen kollektiven Reflexionsprozess in der deutschen Bevölkerung in Gang setzen, um eine rechtsstaatliche und demokratische Kultur im Nachkriegsdeutschland und damit in der Gesellschaft zu etablieren. Der kollektive Schock über die Nachrichten und Aufnahmen der Gewaltverbrechen in den Konzentrationslagern erzielte in der frühen Nachkriegszeit in Deutschland im Sinne der Reeducation zunächst durchaus eine Wirkung. Als Hauptverantwortliche für Kriegsverbrechen und Völkermord waren bald die Hauptkriegsverbrecher, wie Heinrich Himmler, ausgemacht; diese Schuldverlagerung barg die Gefahr einer unterstellten Siegerjustiz an unteren Chargen. Diese Unterstellung wurde auch durch das in Deutschland kaum nachvollziehbare Rechtskonstrukt des Common Design, der billigenden Teilnahme an einem verbrecherischen System, das von vornherein auch ohne individuellen Tatnachweis eine Straftat unterstellte, befördert. Die amerikanischen Militärgerichte waren daher auch bemüht, den Angeklagten Straftaten individuell nachzuweisen, was in der Mehrzahl der verhandelten Fälle auch gelang.
Dem ersten Schock über die Konzentrationslager- und Kriegsgräuel folgten im Zuge der kollektiven Verdrängung eine Diffamierung der Prozesse durch Kirchen, Presse, Juristen und Parteien als Siegerjustiz. In weiten Teilen der deutschen Bevölkerung geschah eine Solidarisierung mit den in Landsberg einsitzenden Gefangenen. Im Zuge des Kalten Krieges – Westdeutschland sollte Bündnispartner der Westalliierten werden – setzte nach Überprüfungsverfahren die sukzessive Reduktion der Urteile und damit die frühzeitige Entlassung der Gefangenen aus Landsberg ein. Die Ahndung der Kriegsverbrechen wurde damit vielfach ad absurdum geführt.

## Hintergrund
Angesichts der deutschen Kriegsverbrechen in den besetzten Ländern kamen bereits im Januar 1942 Vertreter von neun in London ansässigen Exilregierungen zusammen und bildeten die Inter-Alliierte Kommission zur Bestrafung von Kriegsverbrechen (Inter-Allied Commission for the Punishment of War Crimes) zur strafrechtlichen Ahndung der begangenen Kriegsverbrechen. In der „Erklärung von St. James“ wurde die strafrechtliche Verfolgung und Aburteilung von Kriegsverbrechern zusammen mit den alliierten Großmächten beschlossen. Im März 1942 wurden schließlich auf der „Internationalen Versammlung in London“ (London International Assembly) die „juristischen und theoretischen Grundlagen für die Tätigkeit der UNWCC und die geplanten Internationalen Prozesse in Nürnberg“ entwickelt. Großbritannien und die USA beschlossen am 7. Oktober 1942, auch auf Druck der in London ansässigen Exilregierungen, eine Untersuchungskommission zur Ahndung der Kriegsverbrechen einzusetzen. Diese United Nations Commission for the Investigation of War Crimes nahm erst über ein Jahr später als die UNWCC ihre Tätigkeit auf. Zudem wurde Mitte Dezember 1943 die European Advisory Commission (EAC) begründet, auch um die Koordination zwischen den Alliierten bezüglich der Verfolgung von Kriegsverbrechen zu gewährleisten. Dieses beratende Gremium der Alliierten setzte sich unter anderem mit Rechtsfragen und Problemen potentieller Kriegsverbrecherprozesse auseinander sowie den Modalitäten zur Identifikation und Festnahme von Kriegsverbrechern. Die Absicht nach einem Sieg über die Achsenmächte Kriegsverbrechen juristisch zu ahnden, wurde mit der Moskauer Deklaration am 1. November 1943, auf der Konferenz von Jalta im Februar 1945 sowie mit dem Potsdamer Abkommen vom 2. August 1945 bekräftigt. Am 8. August 1945 wurden auf der Londoner Konferenz mit dem „Abkommen über die Verfolgung und Bestrafung der Hauptkriegsverbrecher der Europäischen Achse“ die Weichen für das fast inhaltsgleiche Kontrollratsgesetz Nr. 10 vom 20. Dezember 1945 zur strafrechtlichen Ahndung der Kriegsverbrechen gestellt.